# Zerbinator
Zerbinator è stata una trasmissione radiofonica italiana in onda su Radio Deejay nella mattina del weekend, il sabato tra le 7 e le 9 e la domenica tra le 7 e le 10, andata in onda dal 2015 al 2017. Il programma era condotto da Rudy Zerbi.

## La trasmissione
Si tratta del primo programma condotto interamente da Rudy Zerbi su Radio Deejay, emittente sulla quale in precedenza conduceva insieme a Laura Antonini Megajay, contenitore andato in onda al medesimo orario per diverse stagioni. Il lavoro redazionale della trasmissione è curato da Elena Donato.
Il programma era contenitore di musica e notizie, basato sull'interazione con gli ascoltatori tramite l'utilizzo di SMS e mail, che spesso propone anche ospiti musicali, tra cui Alessandra Amoroso. Particolarmente attiva è l'interazione dei fans della trasmissione sui social network, in particolar modo Twitter, sul quale il programma viene commentato utilizzando l'hashtag #zerbinator.
La trasmissione è stata sostituita nel settembre 2017 da Colazione da Deejay, condotta sempre da Rudy Zerbi insieme a Laura Antonini. Già in precedenza la coppia aveva condotto insieme nella stessa fascia la trasmissione Megajay.